# Исимото, Такэхару
Такэхару Исимото (яп. 石元 丈晴 Исимото Такэхару, род. 29 мая 1970 года) — японский композитор музыки для компьютерных игр крупнейшей фирмы-разработчика Square Enix. Он был принят на работу в Square в 1999 году, первой задачей Исимото стало программирование звукового движка игры Legend of Mana. Впоследствии он стал композитором и сочинил музыку для таких известных игр, как The World Ends with You, Crisis Core: Final Fantasy VII, Dissidia: Final Fantasy и Final Fantasy Type-0. Кроме того, он играет в группе SAWA, совместно с которой он выпустил альбом 333. Он пишет музыку многих совершенно разных жанров, таких как рок, хип-хоп, электроника, поп, и экспериментальная музыка из The World Ends with You. Исимото занял десятое место в списке десяти лучших композиторов для игр жанра JRPG по версии IGN.

## Биография
По словам самого Такэхару Исимото, он начал заниматься музыкой, когда жил в деревне, и ему больше нечего было делать. Прежде чем стать композитором, он занимался программированием звукового движка для компьютерных игр; первой его работой была Legend of Mana. После выпуска нескольких игр он начал работу и в качестве композитора, когда работал над симулятором футбола World Fantasista для PlayStation 2. В 2004 году Исимото стал писать музыку для игр серии Final Fantasy, в работе над которой он уже принимал участие, когда программировал движок для Final Fantasy X. Последней игрой для Исимото в качестве программиста стала Kingdom Hearts II, выпущенная в 2005 году; с тех пор он пишет музыку эксклюзивно для Square Enix.
В группе SAWA Исимото выступает под псевдонимом HIZMI. Группа была создана Исимото и Сава Като в октябре 2008 года. Като был исполнителем и написал слова для нескольких песен из саундтрека The World Ends with You.

## Дискография
Программирование звукового движка
- Legend of Mana (1999)
- Vagrant Story (2000)
- All Star Pro-Wrestling (2000)
- Final Fantasy X (2001)
- All Star Pro-Wrestling II (2001)
- All Star Pro-Wrestling III (2003)
- Kingdom Hearts: Chain of Memories (2004)
- Kingdom Hearts II (2005)

Композитор
- World Fantastista (2002)
- Before Crisis: Final Fantasy VII (2004)
- Last Order: Final Fantasy VII (2005)
- Monotone (2007)
- The World Ends with You (2007)
- Crisis Core: Final Fantasy VII (2007)
- Dissidia: Final Fantasy (2008)
- Kingdom Hearts Birth by Sleep (2010) — совместно с Ёко Симомурой и Цуёси Сэкито
- Dissidia 012 Final Fantasy (2011)
- Final Fantasy Type-0 (2011)
- Kingdom Hearts 3D: Dream Drop Distance (2012) — совместно с Ёко Симомурой и Цуёси Сэкито
- Final Fantasy Agito (2014)
- Final Fantasy Type-0 HD (2015)
- Rampage Land Rankers (2015)
- Dissidia Final Fantasy (2015) – совместно с Кэйдзи Кавамори и Цуёси Сэкито
- Dissidia Final Fantasy NT (2018)
- Kingdom Hearts III (2019) – совместно с Ёко Симомурой и Цуёси Сэкито
- The World Ends With You: The Animation (2021)
- Neo: The World Ends With You (2021)
- Crisis Core: Final Fantasy VII Reunion (2022)